# Marie Morin
Pour les articles homonymes, voir Morin.
Marie Morin, né le 19 mars 1649 à Québec et morte le 8 avril 1730 à Montréal, est une religieuse et une historienne de Nouvelle-France. Marie Morin a été la première personne y étant née à devenir religieuse.

## Biographie
Fille de Noël Morin, seigneur de Saint-Luc, et d'Hélène Desportes, premier bébé né en Nouvelle-France dans la colonie française de Canada (aujourd'hui la province de Québec), elle est née à Québec et y a fait ses études au couvent des Ursulines. Son frère Germain fut le premier prêtre dans la colonie. 
À l'âge de 11 ans, elle souhaite rejoindre les Religieuses Hospitalières de Saint-Joseph à Montréal. Ses parents n'étaient pas d'accord, préférant une communauté plus proche de leur domicile mais, deux ans plus tard, Marie est devenue novice chez les Hospitalières. Elle a prononcé ses vœux en 1671.
En raison de son sens des affaires, elle a été nommée plusieurs fois dépositaire (directrice financière). En 1693, elle devient la première supérieure de l'Hôtel-Dieu de Montréal, née en Nouvelle-France. Elle a occupé ce poste jusqu'en 1698 et elle fut de nouveau supérieure de 1708 à 1711. Elle a également dirigé les travaux de rénovation et d'agrandissement de l'Hôtel-Dieu en 1689 et a dirigé sa reconstruction après un incendie en 1695.
De 1697 à 1725, elle a rédigé des annales qui retracent l'histoire de l'Hôtel-Dieu. Elle est morte à Montréal à la suite d'une longue maladie.